# Télévision en Estonie
La télévision en Estonie a été introduite en 1955, à la suite de la décision du gouvernement soviétique de créer une chaîne de télévision en 1953. La chaîne de télévision nationale Eesti Televisioon (ETV) est lancée le 19 juillet 1955 sous le nom Tallinna Televisioonistuudio et conserve depuis lors des archives d'émissions.
Le nord de l'Estonie reçoit également des signaux de télévision de la Finlande. Dans les années 1970 et 1980, les émissions finlandaises étaient plus populaires que les émissions soviéto-estoniennes jusqu'à la Révolution chantante, de nombreux Estoniens appréciant notamment la série américaine Dallas et d'autres programmes décrivant des modes de vie non communistes.
La télévision numérique terrestre a été officiellement lancée le 15 décembre 2006 lorsque l'opérateur Eesti Digitaaltelevisiooni AS a lancé son service payant ZUUMtv, exploité par Starman, sur deux multiplex. En 2006, seule ETV était disponible gratuitement, mais depuis mars 2009, il y a déjà 7 chaînes gratuites en diffusion numérique,. Le signal de télévision numérique (DVB-T et DVB-H) est diffusé par Levira. Le DVB-C est fourni par les câblo-opérateurs Starman, STV, Telset et la société de télécommunications Elion (qui propose également l'IPTV). Les émetteurs analogiques ont été mis hors service en juillet 2010.